# Globodera
Genre
Globodera est un genre de nématodes, un embranchement de vers non segmentés, recouverts d'une épaisse cuticule et menant une vie libre ou parasitaire.
Les nématodes du genre Globodera sont des endoparasites de plantes, qui causent des dommages racinaires à l'image du Nématode à kystes de la pomme de terre, Globodera pallida. 

## Liste des espèces
Selon World Register of Marine Species (7 mars 2020) :
- Globodera artemisiae (Eroshenko & Kazachenko, 1972) Behrens, 1975
- Globodera bravoae Franco, Cid del Prado & Lamothe-Argumedo, 2000
- Globodera leptonepia (Cobb & Taylor, 1953) Skarbilovich, 1959
- Globodera mali (Kirjanova & Borisenko, 1975) Behrens, 1975
- Globodera mexicana Subbotin, Mundo-Ocampo & Baldwin, 2010
- Globodera millefolii (Kirjanova & Krall, 1965) Behrens, 1975
- Globodera pallida Stone, 1973
- Globodera rostochiensis (Wollenweber, 1923) Skarbilovich, 1959
- Globodera zelandica Wouts, 1984